# خدبنيت إر بنت الأولى
خدبنيت إر بنت الأولى أو خدب نيت إر بنت، هي ملكة مصرية قديمة غير حاكمة أو زوجة ملك يعتقد أنها عاشت خلال عهد الأسرة السادسة والعشرين، وربما كانت زوجة الملك نيكاو الثاني وأم خلفه الملك بسامتيك الثاني.

## التعرف عليها
يستند اعتبار الملكة خدبنيت إر بنت الأولى زوجة الملك نيكاو الثاني فقط إلى حقيقة أن تابوتها يعود تأريخه إلى عهد الأسرة السادسة والعشرين، وأن ألقابها كزوجة للملك وأم للملك تتناسب مع هذا العصر، وأنه لا توجد زوجة أخرى معروفة للملك نيكاو الثاني. وقد تم اكتشاف غطاء تابوتها الحجري (ÄS3)، الذي يقع حالياً في فيينا، في عام 1807، ويشير هذا الاكتشاف إلى أنها ربما دفنت في سمنود إذا كان المصدر الذي أعطي لهذا الأثر صحيحاً.